# Villeneuve (Surpierre)
Villeneuve (toponimo francese) è una frazione di 374 abitanti del comune svizzero di Surpierre, nel Canton Friburgo (distretto della Broye).

## Storia

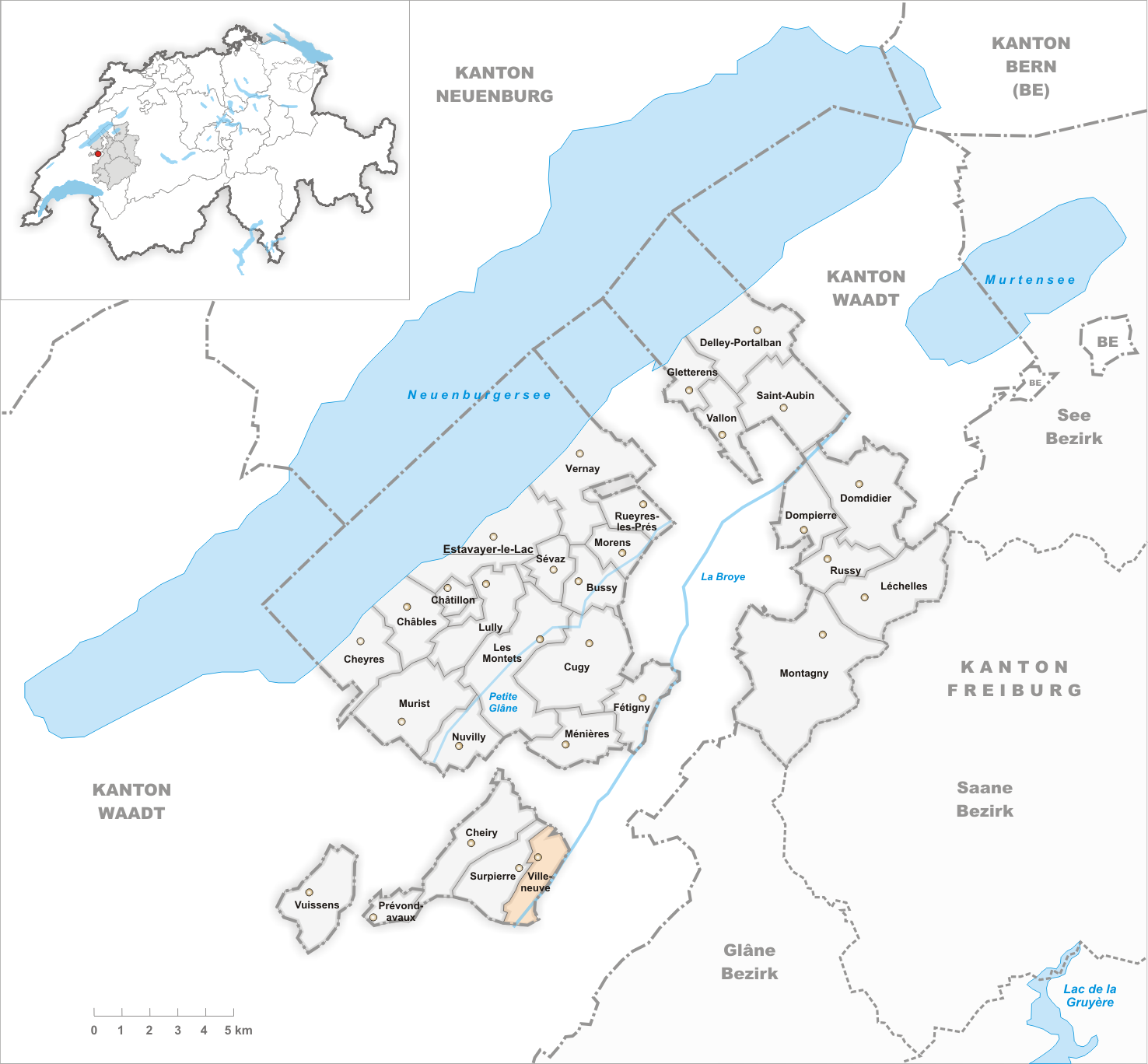
Il territorio del comune di Villeneuve prima degli accorpamenti comunali del 2017

Già comune autonomo che si estendeva per 3,54 km², il 1º gennaio 2017 stato accorpato a Surpierre.

## Monumenti e luoghi d'interesse
- Cappella cattolica di San Giovanni Battista, eretta dopo il 1536 e ricostruita nel 1740[1].

## Società

### Evoluzione demografica
L'evoluzione demografica è riportata nella seguente tabella:
Abitanti censiti

## Amministrazione
Ogni famiglia originaria del luogo fa parte del comune patriziale che ha la responsabilità della manutenzione di ogni bene comune.